# Passiflora lobata
Passiflora lobata är en passionsblomsväxtart som först beskrevs av Ellsworth Paine Killip, och fick sitt nu gällande namn av John Hutchinson och J.M. Macdougal. Passiflora lobata ingår i släktet passionsblommor, och familjen passionsblomsväxter. Inga underarter finns listade i Catalogue of Life.